# Yellow Submarine Songtrack
Yellow Submarine Songtrack — сборник песен группы The Beatles, звучащих в фильме 1968 года Yellow Submarine, выпущенный в 1999 году при переиздании отреставрированного фильма. Переиздание фильма вышло в свет 13 сентября 1999 в Великобритании, и 14 сентября в США. Альбом стартовал в британских чартах с 8-го места, с количеством продаж 19 тысяч копий за первую неделю. В чарте Billboard 200 он поднялся до 15-го места, с количеством продаж 68 тысяч копий за первую неделю. Во Франции в чартах альбом достиг 13-го места.
Альбом был переиздан на CD в Великобритании 4 июня 2012 (5 июня 2012 в Северной Америке) в формате диджипак, одновременно издан в диджипаке отреставрированный фильм на DVD и Blu-ray.

## Об альбоме
Yellow Submarine Songtrack был издан на виниловом диске (LP); первый тираж в издании лейбла Parlophone был отпечатан на виниле жёлтого цвета.
В резком контрасте с другими ремастированными альбомами The Beatles (выпущенными, в частности, как бокс-сеты в 2009), песни для этого альбома были полностью перемикшированы с оригинальных многодорожечных студийных плёнок — что не делалось ни при издании на CD в конце 1980-х каталога альбомов The Beatles (за исключением альбомов Help! и Rubber Soul), ни даже в 2009-м при подготовке бокс-сетов. Новые миксы были сделаны австралийским звукоинженером и саунд-продюсером Питером Коббином на студии Abbey Road. Поскольку эти версии песен создавались в первую очередь для воспроизведения в формате 5.1, их отличает объёмность звучания, в то время как более новые миксы за авторством Джайлза Мартина, изначально создававшиеся для стерео, динамичные и сильнее акцентируют бас.
Yellow Submarine Songtrack включает в себя только песни The Beatles, использованные в фильме, в том числе и треки, не вошедшие в оригинальный альбом Yellow Submarine. 

## Отличия в новых миксах
Ремикшированные треки имеют достаточно много изменений и отличий от оригинальных стерео-треков. Почти все песни The Beatles, звучащие в фильме, присутствуют на этом альбоме — за исключением «A Day in the Life», которая не была включена в альбом, так как EMI не хотела, чтобы в альбоме было слишком много песен с альбома Sgt. Pepper's Lonely Hearts Club Band. Хотя все песни перемикшированы, их «содержимое» (вокальные и инструментальные партии) осталось без изменений — это те же записи, которые были ранее доступны в других изданиях. Поэтому версия «It's All Too Much» с дополнительным куплетом или импровизационное исполнение «Think for Yourself» (которые есть в фонограмме фильма) не вошли в альбом, а включены их «стандартные», хотя и перемикшированные, версии.
Заглавный трек, «Yellow Submarine» содержит фразу «a life of ease», произносимую на подпевках Джоном Ленноном, которая отсутствовала на предыдущих миксах песни. Повторения Ленноном слов текста песни постепенно затухают по громкости (англ. fade out) и перемещаются по стереопанораме из правого канала в левый. Звуковые эффекты в этой версии микса также более заметны.
Песня «Hey Bulldog» была исходно записана на четырёхдорожечную магнитную плёнку. Партии фортепиано и барабанов на ней были на одной дорожке — и так неразделимо и вошли в новый микс. Они оставлены в левом канале, в то время как вокальные партии, а также наложения ударов по малому барабану, исполняемые Ринго Старром, перемещены в центр.
В ремиксе 1999 года были исправлены ошибки системы автоматического дабл-трекинга (англ. en:automatic double tracking) в первом куплете «Eleanor Rigby», имевшиеся на стерео-версии этой песни 1966 года. Кроме того, струнный октет был разделён по аналогии с инструментальным сопровождением в версии, вошедшей на Anthology 2. Вокал Пола Маккартни помещён в центр и в этом миксе звучит слегка несинхронно с оркестром.
Предыдущая стерео-версия песни «Love You To» имела более короткое затухание (fade), чем изначальная моно-версия, и это «укорочение» сохранено в версии для Songtrack.
В новом миксе «All Together Now» акустические гитары и перкуссия помещены в левый канал. Голоса Маккартни и Леннона помещены в центр стереопанорамы, а хор разделён и частью размещён слева, а частью справа от центра. Бэк-вокалы во втором куплете теперь лучше слышны, а звук гитар сделан более чистым.
Версия «Only a Northern Song», сделанная для Songtrack, может быть отмечена потому, что песня впервые представлена как «истинно стереофонический» (true stereo) трек. В оригинальный альбом 1969 года вошёл «псевдо-стерео» (en:Duophonic) вариант исходного моно-микса. Стерео-микс этой песни был ранее уже выпущен на сборнике Anthology 2, но там были использованы альтернативные дубли (alternative takes), отличающиеся по наложениям (overdubs) и тексту песни.

## Реклама переиздания
Несколько уникальных рекламных мероприятий сопровождали переиздание Yellow Submarine в 1999. В том числе была выпущена серия памятных марок с изображением персонажей фильма, а также организована продажа широкого спектра товаров с оформлением в стиле Yellow Submarine — например, ковриков для компьютерных мышей. Поезда Eurostar были раскрашены по мотивам Yellow Submarine. Кроме того, полноразмерный макет жёлтой подводной лодки был провезён в рекламном туре по разным странам мира.

## Список композиций
Все песни написаны Джоном Ленноном и Полом Маккартни, за исключением указанных особо.
| №   | Название                                | Автор(ы) | Длительность |
| --- | --------------------------------------- | -------- | ------------ |
| 1.  | «Yellow Submarine»                      |          | 2:42         |
| 2.  | «Hey Bulldog»                           |          | 3:14         |
| 3.  | «Eleanor Rigby»                         |          | 2:07         |
| 4.  | «Love You To»                           | Харрисон | 3:01         |
| 5.  | «All Together Now»                      |          | 2:13         |
| 6.  | «Lucy in the Sky with Diamonds»         |          | 3:26         |
| 7.  | «Think for Yourself»                    | Харрисон | 2:18         |
| 8.  | «Sgt. Pepper's Lonely Hearts Club Band» |          | 2:02         |
| 9.  | «With a Little Help from My Friends»    |          | 2:42         |
| 10. | «Baby, You’re a Rich Man»               |          | 3:03         |
| 11. | «Only a Northern Song»                  | Харрисон | 3:27         |
| 12. | «All You Need Is Love»                  |          | 3:44         |
| 13. | «When I'm Sixty-Four»                   |          | 2:38         |
| 14. | «Nowhere Man»                           |          | 2:42         |
| 15. | «It's All Too Much»                     | Харрисон | 6:28         |